# De Lambert Falls
Die De Lamberts Falls sind ein Wasserfall im Fiordland-Nationalpark auf der Südinsel Neuseelands. Er liegt unterhalb des Gipfels des 1931 m hohen Mount McPherson in den Darran Mountains der Neuseeländischen Alpen im Oberlauf des Esperance River. Seine Fallhöhe beträgt rund 59 Meter.
Der Wasserfall ist in einer rund zweistündigen Wanderung über den Grave-Talbot Track, der ausgeschildert am New Zealand State Highway 94 einige Kilometer vor dem kleinen Ort Milford Sound beginnt, zu erreichen.